# مؤسسة كبرى
في فرنسا، يشير لقب مؤسسة كبرى (بالفرنسية: Grand établissement) إلى الوضع القانوني لبعض مؤسسات التعليم العالي والبحث الوطنية التي تتمتع بالشخصية الاعتبارية والاستقلال التعليمي والعلمي والإداري والمالي.
المؤسسة الكبرى هي نوع معين من المؤسسات العامة ذات الطبيعة العلمية والثقافية والمهنية (EPSCP). شروط الاعتراف بمؤسسة كبرى منصوص عليها في قانون التعليم.

## تاريخ

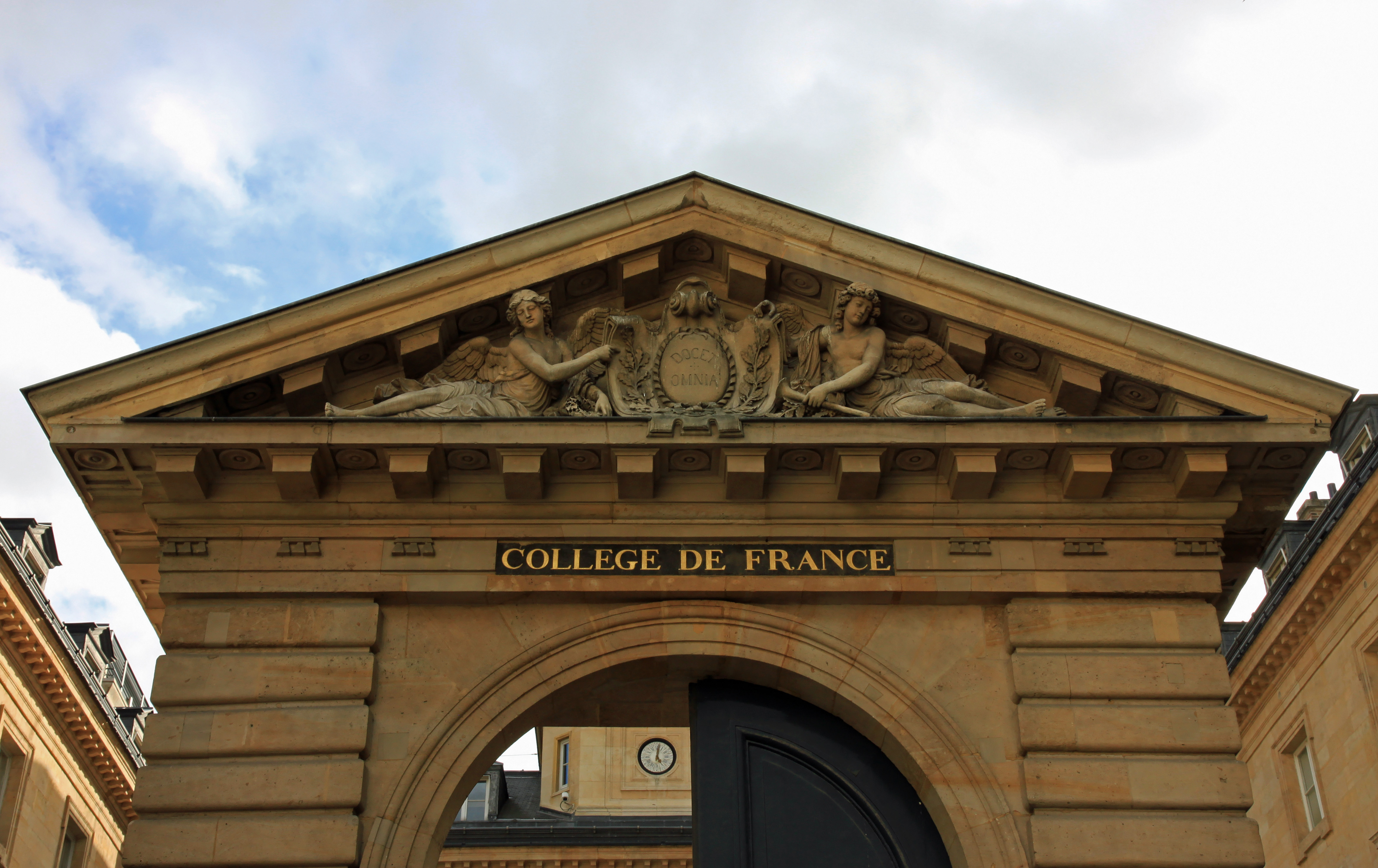
كوليج دو فرانس.

قانون التعليم العالي لسنة 1984 (المعروف بـ"قانون سافاري") أنشأ عدة أنواع من المؤسسات العامة ذات الطابع العلمي والثقافي والمهني، بما في ذلك المؤسسات الكبرى. ويحيل القانون على مراسيم مجلس الدولة قواعد التنظيم والتشغيل "مع احترام مبادئ الحكم الذاتي والديمقراطية" المؤسسات الأولى التي حصلت على هذا الوضع هي كوليج دو فرانس، والمعهد الوطني للفنون والحرف، ومدرسة الدراسات العليا في العلوم الاجتماعية، والمدرسة للتطبيقية للدراسات العليا، ومعهد باريس للدراسات السياسية، ومرصد باريس، وجامعة باريس، وقصر الاكتشاف  والمدرسة المركزية والمعهد الوطني للغات والحضارات الشرقية  والمدرسة الوطنية للفنون والحرف.  وفي عام 2000، كان هناك أربعة عشر منشأة كبرى  وتزايد عددها فيما بعد، مع التحول إلى "حق مشترك" في مؤسسة كبيرة: جامعة باريس دوفين، معهد غرينوبل للتقنية وجامعة لورين، واندماج الجامعات وكليات الهندسة. ومن أجل الحد من استخدام هذه الحالة، فإن القانون المتعلق بالتعليم العالي والبحث العلمي لعام 2013 يحد الآن هذه الحالة بـ "مؤسسات ذات أسس قديمة وتقدم خصوصيات مرتبطة بتاريخها"، أو "إلى المؤسسات التي لا يشمل عرضها التدريبي تسليم الشهادات للمراحل الثلاث للتعليم العالي". 

## متطلبات
ويمكن التعرف على مؤهلات المؤسسات الكبرى، إما للمؤسسات ذات التأسيس القديم والتي تقدم خصوصيات مرتبطة بتاريخها، أو للمؤسسات التي لا يشمل عرضها التكويني تسليم شهادات المراحل التعليمية الثلاث العليا.
ويتم اختيار مدراء المؤسسات الكبرى بعد دعوة عامة لتقديم الطلبات ودراسة هذه الطلبات، وفقا للشروط المنصوص عليها في النظام الأساسي للمؤسسة. لا تنطبق هذه الأحكام على المؤسسات التي تنص قوانينها على انتخاب المديرين أو ممارسة وظائف الإدارة من قبل أفراد عسكريين.
تحدد مراسيم مجلس الدولة القواعد المحددة لتنظيم وتشغيل المؤسسات الكبيرة بما يتوافق مع مبادئ الحكم الذاتي والديمقراطية التي يحددها هذا اللقب.
ويجوز أن ينص المرسوم على إنشاء مجلس أكاديمي يضم كل أو بعض اختصاصات المنشأة. وفي حالة عدم إنشاء مجلس أكاديمي، تمارس صلاحياته سلطات المؤسسة. 

## المذكرات و المراجع
1. 1 2  Article L717-1 du Code de l'éducation
2. ↑  Article 37 de la "loi no 84-52 du 26 janvier 1984 sur l'enseignement supérieur". (il était d’ailleurs d’usage de surnommer ces écoles « article 37 »)
3. ↑  Article 3 du "décret no 84-723 du 17 juillet 1984 fixant la classification d'établissement publics à caractère scientifique, culturel et professionnel".
4. ↑  Article 2 du "décret no 85-80 du 22 juillet 1985 fixant la classification d'établissement publics à caractère scientifique, culturel et professionnel".
5. ↑  Article 2 du "décret no 85-1110 du 15 octobre 1985 fixant la classification d'établissement publics à caractère scientifique, culturel et professionnel".
6. ↑  Article 3 du ??? Légifrance : "base" non référencéeCatégorie:Page avec modèle Légifrance incomplet[??? ???] Légifrance : "numéro=" oubliéCatégorie:Page avec modèle Légifrance incomplet
7. ↑  Article 58 de la ??? Légifrance : "base" non référencéeCatégorie:Page avec modèle Légifrance incomplet[??? ???] Légifrance : "numéro=" oubliéCatégorie:Page avec modèle Légifrance incomplet

## مقالات ذات صلة
- قائمة الكليات والجامعات في فرنسا